# کاریسا نورستن
کاریسا نورستن (انگلیسی: Carissa Norsten؛ زادهٔ ۷ نوامبر ۲۰۰۳)  بازیکن زن راگبی ۷ نفره اهل کانادا است.
وی در مسابقات کشوری و بین‌المللی در مجموع برندهٔ ۲ مدال نقره شده است.